# Ligyra pilad
Ligyra pilad är en tvåvingeart som beskrevs av Paramonov 1967. Ligyra pilad ingår i släktet Ligyra och familjen svävflugor. Inga underarter finns listade i Catalogue of Life.